# Trinidad Jiménez

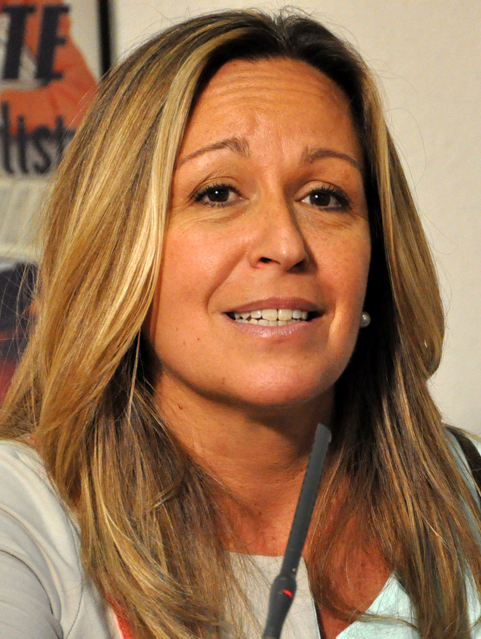
Trinidad Jiménez

Trinidad Jiménez, född 4 juni 1962 i Málaga, är en spansk politiker som representerar Spanska socialistiska arbetarpartiet (PSOE). Hon var hälso- och socialminister 2009-2010 och Spaniens utrikesminister 2010-2011 i regeringen Zapatero.
Hon har en juristexamen från Universidad Autónoma de Madrid och var statssekreterare på spanska utrikesministeriet 2006-2009. Hon valdes in i Deputeradekongressen, andra kammaren i Cortes Generales, 2008.